# Elsie M. Burrows
Elsie May Burrows (1913–1986) fue una botánica inglesa. Se graduó por la University College en Leicester donde recibió la licenciatura B.Sc. Se casó en 1936, y tuvo su primer puesto en la Universidad de Liverpool, donde permaneció e investigó por el resto de su vida laborable.
Fue miembro cofundadora del British Phycological Society y su vicepresidenta de 1957 a 1958. En 1948, obtuvo su Ph.D. Sus estudios principales fueron sobre la ecología de macroalgas, especialmente Fucus y las algas verdes - Chlorophyta. En 1951, empezó a recolectar información para las "Algas de las Islas Británicas". El manuscrito de borrador de la flora, lo completó poco antes de su muerte; y, el libro se publicó en 1991, desafortunadamente falleció antes de su aparición. Algunos especímenes recogidos y determinados por ella para el Esquema de Mapeo de Algas, hoy se hallan, bajo resguardo y curaduría del Herbario (BELIO) del Museo Ulster, en Belfast, Irlanda del Norte.
Su necrológica por el profesor T.A. Norton (1987) la perfila en la importante función jugada en la ficología británica de la posguerra.

## Obra

### Algunas publicaciones
- Burrows, E.M. 1947. J. Ecol. 35: 186.

- Burrows, E.M. 1958. Sublittoral algal population in Port Erin Bay, Isle of Man. J. of the marine Biological Association of the United Kingdom. 37: 187 - 703.

- Burrows, E.M. 1959. Growth form and environment in Enteromorpha. Bot. J. Linn. Soc.56:204 - 206.

- Burrows, E.M. 1964. A preliminary list of the marine algae of the coast of Dorset. Br. Phycol. Bull. 2: 364 - 368.

- Burrows, E.M. 1991. Seaweeds of the British Isles. Volume 2. Chlorophyta. Natural History Museum Publications. 238 p. ISBN 0-565-00981-8 ISBN 9780565009816

- Burrows, E.M.; Lodge, S.M. 1949. Notes on the inter-relationships of Patella, Balanus and Fucus, on a semi-exposed coast. Rep. Mar. Biol. Sta. Pt. Erin, 62: 30 - 34.

- Burrows, E.M.; Lodge, S. 1951. Autoecology and the species problem in Fucus. J. mar. biol. Ass. U.K. 30: 161 - 176.

- Burrows, E.M., Conway, E., Lodge, S.M.; Powell, H.T. 1954. The raising of intertidal algal zones on Fair Isle. J. Ecol. 42: 283.

- Burrows, E.M., Dixon, P.S., Blackler, H., Drew-Baker, K.M., Powell, H.T., Powell, H.G. 1957. List of marine algae collected in the district around Dale Fort, Pembrokeshire, 19 a 26 de septiembre de 1956. Brit Phy. Bull. 5: 21 - 31.

- Burrows, E.M. 1961. Experimental ecology with particular reference to the ecology of Laminaria saccharina (L.) Lamour. Rec. Adv. Bot. 197-189.

- Burrows, E.M. 1964. An experimental assessment of some of the characters used for specific delimitation in the genus Laminaria. J. mar. biol. Ass. U.K. 44: 137-143.

- Burrows, E.M., Dixon, P.S., Parke, M. 1964. A preliminary list of the marine algae of the coast of Dorset. Br. phycol. Bull. 2: 364-368.

- Burrows, E.M. 1971. Assessment of pollution effects by the use of algae. Proe. R. Soc. Lond. Ser. B, 177: 295-306. (with C. Pybus). Laminaria saccharina and marine pollution in north-east England. Mar. Pollut. Bull. 2: 53-56.

- Burrows, E.M., M.W.R.N. de Silva. 1973. An experimental assessment of the status of the species Enteromorpha intestinalis (L.) Link and Enteromorpha compressa (L.) Grev. J. mar. biol. Ass. U.K. 53: 895-904.